# Nagroda Ursuli K. Le Guin
Nagroda Ursuli K. Le Guin (ang. Ursula K. Le Guin Prize) – doroczna nagroda literacka, przyznawana przez The Ursula K. Le Guin Literary Trust. Została nazwana na cześć pisarki Ursuli K. Le Guin (1929–2018). Wysokość nagrody wynosi 25 000 USD. Pierwszą nagrodę przyznano w 2022.
Jak głosi laudacja, nagroda przyznawana jest za pojedynczy utwór kreatywnej fikcji (imaginative fiction).

## Kryteria
Nominację do nagrody może zgłosić każdy: czytelnicy, autorzy, księgarze, wydawcy, bibliotekarze. Prace muszą spełniać następujące kryteria:
- utwór musi odzwierciedlać koncepcje i idee, które były kluczowe dla twórczości Ursuli K. Le Guin, w tym między innymi: nadzieja, równość i wolność, niestosowanie przemocy, znajdowanie alternatywy dla konfliktów oraz holistyczne spojrzenie na miejsce ludzkości w świecie przyrody,
- książka musi być napisana przez jednego autora,
- książka musi być opublikowana w USA w języku angielskim lub w tłumaczeniu na język angielski (w przypadku tłumaczenia nagroda zostanie równo podzielona między autora i tłumacza),
- książka musi być opublikowana w określonym przedziale dla każdego roku,
- pisarz może otrzymać nagrodę tylko raz.

Laureat nagrody zostanie wybrany przez komisję selekcyjną złożoną z pisarzy, których lista będzie corocznie ogłaszana.

## Historia
Nagroda ma na celu uhonorowanie pisarzy, o których Ursula K. Le Guin mówiła w swoim przemówieniu w 2014 podczas rozdania National Book Awards:

Nadchodzą ciężkie czasy, kiedy będziemy potrzebować głosów pisarzy, którzy potrafią dostrzec alternatywy dla tego, jak żyjemy obecnie, którzy będą potrafili przejrzeć nasze przepełnione strachem społeczeństwo z jego obsesyjnymi technologie, by znaleźć inne sposoby bycia, a nawet wyobrazić sobie prawdziwe podstawy do posiadania nadziei. Będziemy potrzebować pisarzy, którzy będą pamiętać o wolności – poetów, wizjonerów – realistów szerszej rzeczywistości.

## Laureaci
| Rok  | Nagroda                                               | Finaliści                                                                                  | Krótka lista |
| ---- | ----------------------------------------------------- | ------------------------------------------------------------------------------------------ | --- |
| 2022 | Khadija Abdalla Bajaber – The House of Rust           | - Sequoia Nagamatsu – How High We Go in the Dark - Catherynne M. Valente – The Past Is Red | - Cynthia Zhang – After the Dragons - Matt Bell – Appleseed - Adrian Tchaikovsky – Elder Race - Olga Ravn (przekł. Martin Aitken) – The Employees: A Workplace Novel of the 22nd Century - Darcie Little Badger – A Snake Falls to Earth - Michelle Ruiz Keil – Summer in the City of Roses                                                                    |
| 2023 | Rebecca Campbell – Arboreality                        |                                                                                            | - Christiane Andrews – Wolfish - Nicola Griffith – Spear - Yuri Herrera – Ten Planets - Simon Jimenez – The Spear Cuts Through Water - Zain Khalid – Brother Alive - Akil Kumarasamy – Meet Us By the Roaring Sea - R.B. Lemberg – Geometries of Belonging - Yvette Lisa Ndlovu – Drinking from Graveyard Wells                                                |
| 2024 | Anne de Marcken – It Lasts Forever and Then It’s Over |                                                                                            | - Vajra Chandrasekera – The Saint of Bright Doors - Sarah Cypher – The Skin and Its Girl - Samantha Harvey – Orbital - Alissa Hattman – Sift - Micaiah Johnson – Those Beyond the Wall - Alaya Dawn Johnson – The Library of Broken Worlds - Premee Mohamed – The Siege of Burning Grass - Emily Tesh – Some Desperate Glory - Nghi Vo – Mammoths at the Gates |
| 2025 |                                                       |                                                                                            | - Vajra Chandrasekera – Rakesfall - Andrea Hairston – Archangels of Funk - Nalo Hopkinson – Blackheart Man - Margaret Killjoy – The Sapling Cage - Jared Pechaček – The West Passage - Eden Robins – Remember You Will Die - Nghi Vo – The City in Glass - Ursula Whitcher – North Continent Ribbon                                                            |